# Lamborghini Jarama
O Jarama foi o modelo esportivo da Lamborghini que foi produzido entre 1970 e 1976.